# Mensagem Real de Natal

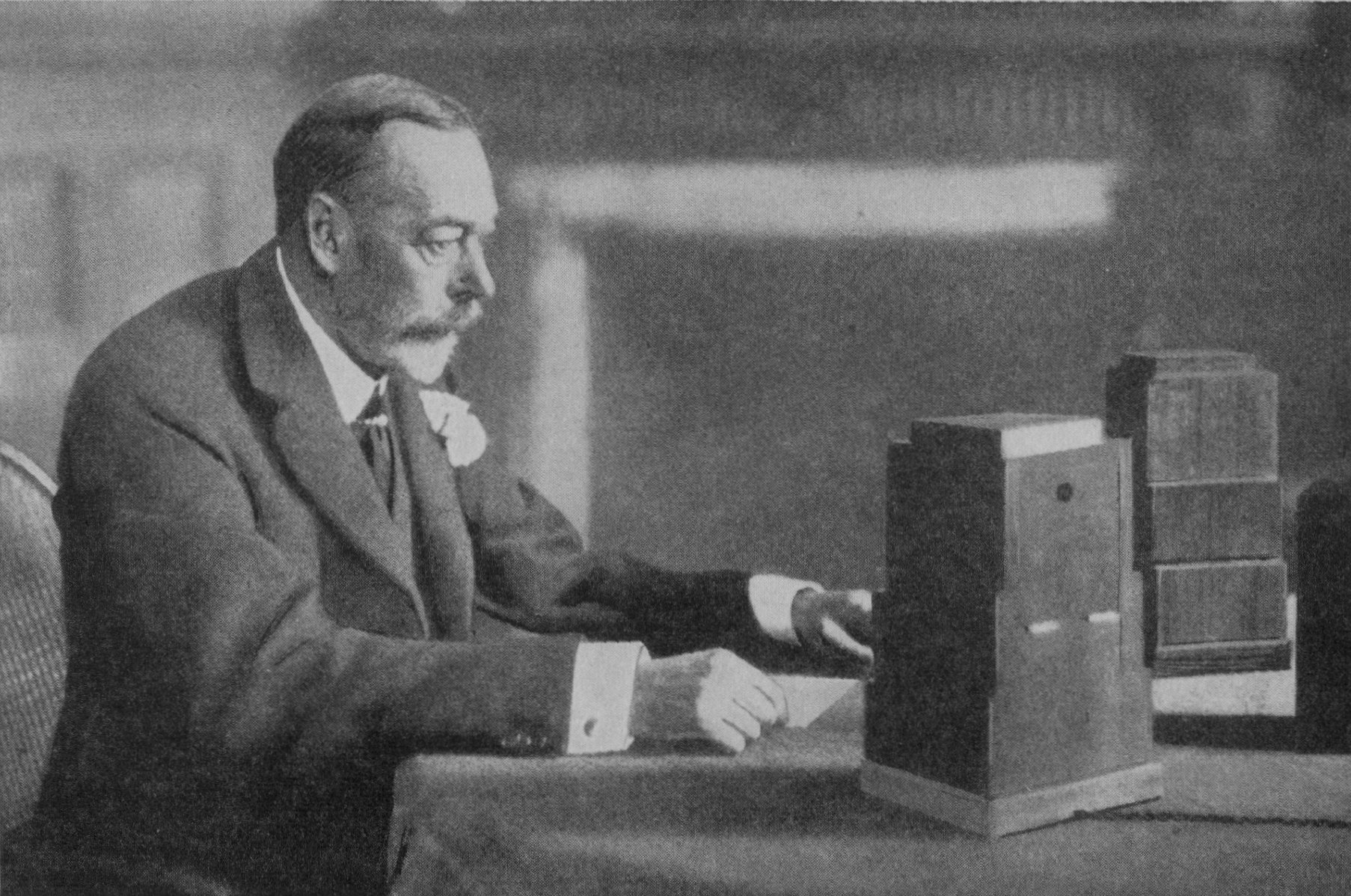
O rei Jorge V em sua primeira transmissão da Mensagem Real de Natal, 1932.

A Mensagem Real de Natal (em inglês: Royal Christmas Message, formalmente conhecida como o Mais Gracioso Discurso de Vossa Majestade) é um discurso anual proferido pelo monarca britânico para o Reino Unido e os reinos da Comunidade das Nações no Natal. A tradição começou em 1932 com uma transmissão de rádio do rei Jorge V pela British Broadcasting Corporation (BBC). Desde 2022, o discurso é proferido pelo Rei Carlos III, sendo transmitido na televisão, no rádio e na internet. O discurso geralmente acontece às 15:00 TMG.

## História
A ideia de uma mensagem de Natal do monarca para o Império Britânico foi proposta pela primeira vez pelo fundador da BBC, John Reith, em 1922, quando ele conversou com o rei Jorge V sobre fazer uma transmissão curta sobre o recém-inaugurado serviço de rádio. No entanto, o rei recusou por acreditar que o rádio era uma forma de entretenimento. Reith conversou novamente com o rei dez anos depois, em 1932, como uma maneira de inaugurar o Serviço do Império, atual Serviço Mundial da BBC, e Jorge V finalmente concordou depois de ser encorajado por sua esposa, a rainha Maria, e pelo primeiro-ministro Ramsay MacDonald. No mesmo ano, Jorge V leu a primeira Mensagem Real de Natal, ele estava hesitante em usar o rádio como meio de comunicação relativamente não testado, mas foi tranquilizado depois de uma visita de verão à BBC e concordou em ler o discurso de um estúdio temporário montado da Sandringham House. A transmissão foi introduzida em Ilmington Manor por Walton Handy, de 65 anos, um pastor local, com canções do coro da igreja e os sinos da igreja da cidade, e alcançou cerca de 20 milhões de pessoas na Austrália, Canadá, Índia, Quênia, África do Sul e Reino Unido.
Enquanto o seu irmão mais velho, Eduardo VIII, abdicou pouco antes de seu primeiro Natal como rei, Jorge VI continuou as transmissões de Natal de seu pai. Foi em suas leituras feitas nos estágios iniciais da Segunda Guerra Mundial que ele proferiu a famosa fala: "Eu disse ao homem que estava no Portão do Ano".
Por muitos anos, o discurso do rei aconteceu ao final de uma transmissão de uma hora de saudações de várias partes do Império Britânico e da Comunidade das Nações, que tipicamente incluía entrevistas com pessoas de muitas ocupações, como um estalajadeiro de uma vila inglesa, um observador na África do Sul, e um salva-vidas na Austrália, com o discurso do rei servindo como um vínculo que une a Comunidade das Nações.
A filha de Jorge, Isabel II, fez sua primeira mensagem natalina à Comunidade das Nações de seu estúdio na Sandringham House, às 15h07 de 25 de dezembro de 1952, cerca de onze meses após o falecimento de seu pai. Em 1957, a mensagem passou a ser transmitida pela televisão e, a partir de então, até 1996, foi produzida pela BBC. Somente em 1969 não foi feita nenhuma transmissão por causa de um documentário especial sobre a vida cotidiana da família real e a investidura do Príncipe de Gales, ficando decidido que seria melhor emitir uma mensagem por escrito.
No entanto, a rainha acabou com o monopólio da BBC ao anunciar que, a partir de 1997, a mensagem seria produzida e transmitida alternadamente pela BBC e sua principal rival, a Independent Television News (ITN), com rodízio a cada dois anos. Foi especulado pelo The Daily Telegraph que a decisão foi tomada após a BBC chantagear, produzir e transmitir a famosa entrevista do Panorama com Diana, Princesa de Gales. O Palácio de Buckingham negou a alegações e disse que "os novos arranjos refletem a composição da indústria televisiva e do rádio". A partir de 2011, a Sky News passou a fazer parte desse rodízio.
A Sky News gravou a mensagem de Natal de Isabel II para 2012, o ano do Jubileu de Diamante da Rainha, sendo gravada em 3D pela primeira vez. É anunciado que o Palácio de Buckingham explicou: "Queríamos fazer algo um pouco diferente e especial neste ano jubilar, então, fazer isso pela primeira vez em 3D pareceu uma coisa boa, tecnologicamente inteligente, a se fazer".
Os temas abordados e a direção do discurso são decididos pela rainha e o texto é, em grande parte, escrito pela própria Isabel II, ela também costumava contar com a ajuda do príncipe Filipe, seu marido, e sua equipe. Nos últimos anos, o discurso ganhou um tom mais pessoal e religioso.

## Transmissão
A mensagem normalmente combina uma crônica dos principais acontecimentos do ano, com um foco específico no Reino Unido e na Comunidade das Nações, com os marcos e sentimentos pessoais da monarca britânica no Natal. É um dos poucos casos em que a rainha fala publicamente sem conselho de quaisquer ministros da Coroa. O planejamento para o discurso de cada ano começa meses antes, quando a rainha estabelece um tema central e imagens de arquivo apropriadas são coletadas e montadas, o discurso real é gravado alguns dias antes do Natal.
No Reino Unido e na internet, a transmissão da mensagem acontece às 15:00 TMG no dia 25 de dezembro. Em outras partes da Comunidade das Nações, a mensagem é transmitida pela primeira vez na Nova Zelândia às 17:06 TMG pela Rádio Nova Zelândia, na RNZ National, e novamente às 17:50 TMG pela Television New Zealand, no canal TVNZ1. Na Austrália, pela Australian Broadcasting Corporation (ABC) às 17:20 TMG. No Canadá, pela Canadian Broadcasting Corporation (CBC) às 15:20 TMG, ás 18:50 pela CBC Radio One.
Fora da Comunidade das Nações, o canal C-SPAN nos Estados Unidos também exibe a mensagem, embora os horários da transmissão possam variar, dependendo da programação da C-SPAN. Nenhuma estação de rádio dos EUA exibe a transmissão, embora algumas áreas fronteiriças no Canadá também possam receber a mensagem pelas emissoras da CBC.

## Mensagens

### Jorge V
| Ano  | Notas | Emissora |
| ---- | --- | -------- |
| 1932 | Escrita por Rudyard Kipling, a mensagem abordou o avanço da tecnologia que permitiu que o rei transmitisse uma mensagem pessoal para todas as partes do planeta, também mencionando a necessidade de trabalhar pela paz e aconselhando os ouvintes a buscarem "prosperidade sem egoísmo". | BBC      |
| 1933 | Em sua segunda mensagem de Natal, Jorge V expressou sua gratidão aos seus súditos por suas saudações de Natal e reassegurou aos ouvintes que "o ano passado mostrou muito progresso em direção à recuperação mundial (da Grande Depressão) e na colocação de ordem em nossas respectivas comunidades" e falou de sua "esperança e confiança" para o futuro. Ele também falou sobre as melhorias nas comunicações mundiais trazidas pela tecnologia e os benefícios que trazem ao lidar com problemas em tempo hábil. | BBC      |
| 1934 | O rei falou do Império Britânico como sendo "ligado a mim e um ao outro pelo espírito de uma grande família" e como ele e a rainha Maria ficaram comovidos pela maneira como "esse espírito se manifestou" no casamento de seu filho, o príncipe Jorge, duque de Kent e a princesa Marina. Ele acrescentou, em referência às contínuas crises econômicas e políticas internacionais da década, que gostaria que esse espírito dentro do Império se aprofundasse e se ampliasse em resposta a um mundo inquieto, acrescentando que "as nuvens estão se dissipando, mas ainda temos nossas próprias ansiedades para superar. Estou convencido de que se as encontrarmos no espírito de uma família, iremos vencê-los". Ele também se referiu à importância dos Domínios emergentes dentro do Império, afirmando que "através deles, a família se tornou uma comunidade de nações livres, e eles carregaram para suas casas as memórias e tradições da Mãe Pátria". Ele também abordou as crescentes demandas pela independência da Índia, assegurando ao povo da Índia britânica "meu cuidado constante, e desejo que todos percebam e valorizem plenamente seu próprio lugar na unidade de uma família". | BBC      |
| 1935 | O discurso mencionou o 25º aniversário da ascensão ao trono do rei e sua posição como elo pessoal entre seus povos, bem como o casamento de seu filho, o príncipe Henrique, duque de Gloucester, e a morte de sua irmã, a princesa Vitória. Ele também se referiu ao seu desejo de paz e boa vontade entre todas as nações, dizendo que isso também trará uma solução para os problemas econômicos do período. O rei manifestou a sua simpatia a todos os que sofrem de alguma angústia pessoal no império e apelou também para esperança e à alegria, unidos pelos laços de serviço que dariam ao povo a determinação necessária para ultrapassar as suas dificuldades. | BBC      |

### Jorge VI

#### Década de 1930
| Ano  | Notas | Emissora |
| ---- | --- | -------- |
| 1936 | Não houve mensagem pois Eduardo VIII abdicou do trono, duas semanas antes. | BBC      |
| 1937 | Em sua primeira transmissão, o rei relembrou as transmissões de seu pai para o Império e a reverência que os ouvintes tinham por ele. Jorge VI disse que não poderia aspirar a substituir as transmissões de seu pai, mas que, no entanto, como este era seu primeiro Natal como rei, ele agradeceu por seu apoio e lealdade durante seu primeiro ano no trono. Ele expressou sua promessa de ser digno do apoio de seus súditos. Analisando 1937, ele notou as "sombras da inimizade e do medo" pairando sobre partes do mundo, mas voltou-se para a mensagem do Natal, de paz e boa vontade, e expressou esperança de que esse espírito prevalecesse e continuasse a ser a pedra angular da vida das pessoas. | BBC      |
| 1938 | Não houve mensagem. | BBC      |
| 1939 | Em sua mensagem no primeiro Natal da Segunda Guerra Mundial, o rei falou ao vivo de Sandringham House para oferecer uma mensagem de tranquilidade. Ele falou do Natal como uma festa de paz e lamentou que "a tragédia desta época é que existam países poderosos cuja direção e política se baseiam na agressão e na repressão de tudo o que consideramos querido para a humanidade". Ele prosseguiu dizendo: "Foi isto que mexeu com os nossos povos e lhes deu uma unidade desconhecida em qualquer guerra anterior. Sentimos nos nossos corações que lutamos contra a maldade e esta convicção nos dará forças no dia a dia para perseverar até que a vitória esteja assegurada".                           | BBC      |

#### Década de 1940
| Ano  | Notas | Emissora |
| ---- | --- | -------- |
| 1940 | O rei falou sobre separação e unidade: a tristeza trazida pela separação durante o tempo de guerra para membros das Forças Armadas e suas famílias e para as famílias britânicas cujos filhos foram evacuados para o Canadá, Austrália, Nova Zelândia, África do Sul e os Estados Unidos, e a unidade trazida pelo enfrentamento de perigos comuns e o sofrimento de civis e militares e da irmandade surgida entre o povo britânico em face da adversidade e de suas esperanças de que esse espírito recém-descoberto de unidade continuará em tempos de paz e entre todas as nações do mundo. | BBC      |
| 1941 | O rei se concentrou em "nossa única grande família", declarando: "é servindo uns aos outros e nos sacrificando pelo bem comum que estamos encontrando nossa verdadeira vida". Ele falou dos "homens que em todas as partes do mundo estão servindo ao Império e sua causa com tanto valor e devoção por mar, terra e ar", bem como "as mulheres que no chamado do dever deixaram suas casas para ingressar nas Forças Armadas, ou para trabalhar em fábricas, hospitais ou campo" e também lembrou o sofrimento dos feridos, enlutados e prisioneiros de guerra e sua confiança de que o serviço e o sacrifício do povo britânico pelo bem comum vencerão a guerra com uma paz duradoura e exortou o povo a entrar no próximo ano com coragem, força e bom coração para superar os perigos que se avizinham. | BBC      |
| 1942 | O rei falou da confiança que lhe foi dada pelas recentes vitórias militares aliadas e das contribuições dos Estados Unidos e da União Soviética na guerra contra a Alemanha nazista, bem como dos americanos e australianos no Teatro de Operações do Pacífico contra o Japão. Ele também falou sobre a mobilização do povo indiano contra a ameaça de invasão japonesa e de outros postos avançados do Império Britânico, falando diretamente às forças britânicas que ali serviam referindo-se à "Comunidade das Nações como um círculo familiar, cujos laços, preciosos nos anos de paz, se estreitaram ainda mais pelo perigo". Ele também falou àqueles que perderam entes queridos ou se separaram deles e dos sentimentos dele e da rainha Isabel de tristeza, conforto e também orgulho. Falou também sobre as suas visitas por todo o país testemunhando o aumento da produção agrícola para o esforço de guerra e o seu agradecimento e admiração por aqueles que trabalham na terra. Ele também falou sobre os líderes e funcionários de governos estrangeiros que buscaram refúgio na Grã-Bretanha e pediu-lhes que fossem recebidos com espírito de fraternidade. | BBC      |
| 1943 | Em seu nome e em nome da rainha, Jorge VI enviou saudações e votos de boa sorte a "cada um de vocês em todo o mundo", se referindo aos militares em todo o mundo, aos feridos de guerra, bem como os civis que estavam trabalhando fora ou em casa. O rei também agradeceu pelas vitórias do último ano e sua gratidão pela contribuição dos Estados Unidos, da União Soviética e da China, e da unidade dos aliados, bem como enviou os seus pensamentos para a França e outras terras ocupadas. Ele também falou sobre o espírito das pessoas, dizendo: "Sabemos que muito trabalho e luta, talvez trabalho e luta mais árduos do que nunca, são necessários para a vitória". | BBC      |
| 1944 | O rei falou sobre esperança em sua mensagem, dizendo que "as lâmpadas que os alemães haviam apagado em toda a Europa estavam sendo acesas e começavam a brilhar em meio à névoa da guerra". Ele acrescentou que "nesta época de Natal pensamos com orgulho e gratidão em nossos guerreiros onde quer que estejam. Que Deus os abençoe e proteja e lhes traga a vitória", acrescentando também seus votos de boa sorte aos enfermos e feridos de guerra e à equipe médica e de enfermagem cuidando deles, dos prisioneiros de guerra e dos parentes em casa esperando pela volta deles. Ele também falou sobre o trabalho árduo e o sacrifício de pessoas em todo o Império que ajudaram a trazer a vitória para mais perto e sobre o objetivo de criar depois da guerra "um mundo de homens livres, intocado pela tirania". | BBC      |
| 1945 | Jorge VI disse que embora muito de grande valor tenha sido entregue para alcançar a vitória, o que foi salvo tem valor inestimável e que a visão da paz mundial a qual ele havia se referido nas mensagens dos anos anteriores havia se tornado uma realidade. | BBC      |
| 1946 | O rei refletiu sobre as privações dos anos de guerra, as dificuldades de se ajustarem no pós-guerra e acrescentou palavras de encorajamento aos seus súditos, e aconselhou que tivessem paciência, dizendo: "Não podemos esperar que o mundo, tão gravemente ferido, se recupere rapidamente, mas a sua convalescença pode ser apressada por nossa persistência e boa vontade", acrescentando que embora o ano anterior não tenha sido fácil devido à escassez e aos encargos da reconstrução do pós-guerra, "dias melhores virão e nossa tarefa é mobilizar o espírito de Natal e aplicar o seu poder de cura para a nossa vida diária". | BBC      |
| 1947 | O monarca afirmou que "a unidade e a firmeza da Comunidade Britânica e do Império salvaram a liberdade do mundo" e exortou os ouvintes a se lembrarem disso e não duvidarem de seu "poder e vontade de vencer" em face dos desafios do pós-guerra e adversidade. Ele também falou com alegria sobre o casamento de sua filha mais velha, a princesa Isabel com Filipe Mountbatten, dizendo: "Nossa filha mais velha se casou com nossa bênção com o homem que ela ama e a quem amamos também". | BBC      |
| 1948 | O rei fez sua mensagem de Natal do Palácio de Buckingham pela primeira vez pois não pôde viajar para Sandringham House devido aos seus problemas de saúde. Ele lembrou que o ano tinha visto o aniversário de prata de seu casamento com a sua consorte, bem como o nascimento de seu primeiro neto, o príncipe Carlos. Ele também falou sobre sua doença e de seu arrependimento por ter que cancelar uma viagem planejada para a Austrália e Nova Zelândia. Ele se referiu à "evolução" da Comunidade Britânica e seu orgulho por "ampliar os limites da liberdade onde quer que nosso povo viva". | BBC      |
| 1949 | O rei tranquilizou as pessoas sobre sua recuperação da doença e expressou sua gratidão aos Estados Unidos por sua simpatia e ajuda nos esforços da Grã-Bretanha para a recuperação, na época, a Grã-Bretanha era a maior beneficiária do Plano Marshall. | BBC      |

#### Década de 1950
| Ano  | Notas | Emissora |
| ---- | --- | -------- |
| 1950 | Com o aprofundamento da Guerra Fria, a Guerra da Coréia, a emergência da Malásia e o risco representado pelas armas termonucleares, o rei falou sobre a "sombra sombria da guerra" pairando sobre o mundo. Ele tomou como tema de sua mensagem Pilgrim's Progress de John Bunyan, e expressou seu desejo de paz dizendo "se o nosso mundo deve sobreviver em algum sentido que faça a sobrevivência valer a pena, ele deve aprender a amar e não odiar, e a criar e não destruir", alertando que a humanidade deve escolher entre esses dois caminhos. | BBC      |
| 1951 | A última mensagem de Natal de Jorge Vi foi a única transmissão que ele pré-gravou, visto que havia sido submetido a uma cirurgia pulmonar. Ele falou sobre a sua recuperação e as mensagem de melhora que recebeu: "Do meu povo nesta ilha, na Comunidade e no Império Britânico, bem como de muitos outros países, este apoio e simpatia chegaram a mim e agradeço de coração". | BBC      |

### Isabel II

#### Década de 1950
| Ano  | Notas | Emissora |
| ---- | --- | -------- |
| 1952 | Em sua primeira mensagem de Natal, da mesma mesa e cadeira usadas por seu pai e avô antes dela, a rainha falou sobre continuar a tradição dos discursos de Natal transmitidas a ela por Jorge V e Jorge VI e disse que se esforçaria para continuar seu trabalho para unir os povos do Império e manter seus ideais e agradeceu ao povo por sua lealdade e carinho nos primeiros meses de seu reinado. Ela também se referiu à Comunidade das Nações e ao Império Britânico como uma “imensa união de nações” que era como uma família e que "pode ser um grande poder para o bem – uma força que acredito pode ser de benefício imensurável para toda a humanidade". Esta mensagem, e as anteriores a 1957, foram transmitidas simultaneamente na televisão em som apenas no Reino Unido. | BBC      |
| 1953 | Esta mensagem foi transmitida de Auckland, Nova Zelândia, durante a viagem real de seis meses da Rainha e do Duque de Edimburgo à Comunidade das Nações e falou sobre a viagem até então e o que Isabel esperava aprender e realizar com isso. Ela se referiu à Coroa como um "laço pessoal e amoroso" entre ela e seu povo e falou sobre se sentir em casa em Auckland, apesar da distância de Londres. Ela falou da Comunidade das Nações como uma "irmandade" que não tem nenhuma semelhança com os impérios do passado e na qual a Grã-Bretanha é apenas um parceiro igual. Ela encerrou a transmissão com uma nota de solidariedade aos afetados pelo desastre de Tangiwai na noite anterior. | BBC      |
| 1954 | A Rainha transmitiu esta mensagem de Sandringham House no final de um ano em que ela e o marido, o Duque de Edimburgo, viajaram pelo mundo. | BBC      |
| 1955 | Transmitido ao vivo de seu escritório em Sandringham House, o tema da Rainha foram as oportunidades decorrentes da adesão à Comunidade das Nações. Com o lançamento da ITV no Reino Unido, a transmissão de televisão apenas com som foi transmitida simultaneamente na ITV e BBC Television Service a partir deste ano. | BBC      |
| 1956 | O príncipe Filipe falou do HMY Britannia durante uma viagem ao redor da Comunidade das Nações antes de Isabel II fazer seu discurso ao vivo de Sandringham House, no qual ela se referiu à mensagem do duque como aquela que deu a ela e a seus filhos a maior alegria ao ouvi-la e desejou-lhe uma boa viagem antes de expressar sua tristeza por estar separada dele. Ela também expressou sua solidariedade àqueles que, ao contrário dela, não desfrutam de uma família unida ou não podem estar em casa no Natal, os que estão sozinhos ou foram expulsos de sua residências e pediu aos ouvintes que pensassem especialmente naqueles que foram expulsos de suas terras natais pela guerra ou violência, pedindo que lhes seja dado um verdadeiro refúgio e, numa referência à história do nascimento de Cristo, um quarto na hospedaria. Como em mensagens anteriores, ela comparou a Comunidade à uma família na qual, apesar de suas diferenças, "pelo bem da harmonia final, o poder curador da tolerância, camaradagem e amor deve desempenhar seu papel". | BBC      |
| 1957 | A mensagem deste ano, lida na Long Library em Sandringham House, foi a primeira a ser televisionada e também foi o 25º aniversário da primeira transmissão de Natal no rádio. A Rainha destacou o marco e o avanço da tecnologia que permitiu que sua mensagem fosse vista nas casas de seus súditos. Ela acrescentou que, embora a mudança possa ser desconcertante, é importante manter ideais e valores eternos, como a importância da religião, moralidade, honestidade e autocontrole, e falou sobre a necessidade de coragem para defender o que é certo, verdadeiro e honesto. Durante esta temporada, condições anormais de rádio causadas por manchas solares resultaram em interferências de rádio da polícia americana nas transmissões de televisão britânicas. Uma ocasião de interferência ocorreu durante o discurso da rainha, fazendo com que os ouvintes ouvissem um policial americano dizer: "Joe, vou tomar um café rápido". | BBC      |
| 1958 | A mensagem, novamente da Long Library em Sandringham House, focou na importância dos valores espirituais e familiares e algumas das viagens que a Rainha e os membros da Família Real fariam em breve ao redor da Comunidade das Nações. A rainha também respondeu aos pedidos de que seus filhos aparecessem na transmissão, dizendo que, depois de muito pensar, ela e o marido decidiram contra isso, pois queriam que seus filhos crescessem o mais naturalmente possível. Esta foi a última mensagem de Natal a ser transmitida ao vivo. | BBC      |
| 1959 | A Rainha pré-gravou sua mensagem de Natal pela primeira vez. A mensagem foi filmada no Palácio de Buckingham uma semana antes da transmissão e durou cerca de um minuto. O discurso transmitia os melhores votos da Rainha e sua gratidão pelos calorosos votos que recebera. Ser pré-gravado permitiu que a mensagem fosse enviada para o exterior com antecedência e fosse transmitida na Austrália e na Nova Zelândia no dia de Natal pela primeira vez, pois as diferenças de fuso horário e a Linha Internacional de Data significavam que muitas transmissões ao vivo anteriores foram realmente ouvidas no Boxing Day na Austrália e Nova Zelândia. Como resultado do sucesso da gravação, todas as mensagens de Natal subsequentes também foram pré-gravadas. | BBC      |

#### Década de 1960
| Ano  | Notas | Emissora |
| ---- | --- | -------- |
| 1960 | A Rainha falou do Palácio de Buckingham e descreveu um ano agitado em que deu à luz ao príncipe André, seu terceiro filho; sua irmã, a princesa Margarida, casou-se com Antony Armstrong-Jones; e a Nigéria conquistou sua independência, permanecendo parte da Comunidade das Nações. Os desastres aos quais Isabel II aludiu incluíram o terremoto no Marrocos; as mortes de manifestantes em Sharpeville, África do Sul; e uma explosão em Six Bells Colliery perto de Aberbeeg, Monmouthshire. | BBC      |
| 1961 | A rainha refletiu sobre sua viagem de seis semanas à Índia, Paquistão, Nepal e Irã, bem como sua visita ao Vaticano. | BBC      |
| 1962 | O discurso do Palácio de Buckingham referiu-se a sucessos recentes no espaço, incluindo o lançamento do Telstar, que permitiu transmitir imagens e notícias para todo o mundo quase instantaneamente. | BBC      |
| 1963 | A Rainha voltou a uma mensagem transmitida por rádio, pois estava grávida de seu quarto filho, o príncipe Eduardo. Ela falou da importância da campanha para livrar o mundo da fome e falou da esperança e promessa do futuro e da necessidade da humanidade ser ambiciosa para a realização do que é bom e honroso. | BBC      |
| 1964 | Isabel II abordou o importante papel da Comunidade das Nações em um ano em que o líder anti-apartheid Nelson Mandela foi preso na África do Sul apartheid e o primeiro-ministro indiano Jawaharlal Nehru morreu. | BBC      |
| 1965 | A mensagem diretamente do Palácio de Buckingham teve como tema a família, desde a unidade individual à família do homem. | BBC      |
| 1966 | A Rainha falou sobre o papel cada vez mais proeminente e importante desempenhado pelas mulheres na sociedade. | BBC      |
| 1967 | Isabel falou do centenário da confederação do Canadá e de sua viagem de cinco semanas pelo país para marcar o evento, e também mencionou o título de cavaleiro de Sir Francis Chichester. A mensagem, filmada no Palácio de Buckingham, foi a primeira a ser exibida em cores. | BBC      |
| 1968 | A mensagem de Natal deste ano, que veio do Palácio de Buckingham e teve como tema a fraternidade, incluiu menção ao assassinato do líder dos direitos civis Martin Luther King Jr. | BBC      |
| 1969 | Nenhum discurso de Natal foi feito pela Rainha, pois Isabel sentiu que, entre a investidura de seu filho, o príncipe Carlos, como Príncipe de Gales e o lançamento do documentário Família Real, ela teve cobertura suficiente na televisão; a preocupação expressa pelo público levou a rainha a emitir uma declaração que garantiu um retorno à tradição em 1970. O sentimento talvez tenha sido prejudicado quando, no lugar do discurso televisionado, a BBC One e a BBC Two repetiram simultaneamente o filme The Royal Family no dia de Natal. A mensagem escrita da rainha reconheceu o final dos anos 1960 e a importância da década por ser a época em que o homem pisou na lua pela primeira vez. Ela também afirmou que estava ansiosa por sua visita no ano seguinte à Austrália, Nova Zelândia, Fiji, Tonga e o norte do Canadá. Ela também expressou sua preocupação de que "os solitários, os doentes e os idosos" sintam o calor e a companhia do Natal. | BBC      |

#### Década de 1970
| Ano  | Notas | Emissora |
| ---- | --- | -------- |
| 1970 | Mais uma vez televisionado, o discurso contou algumas das viagens feitas pela Rainha durante o ano; incluiu filmes rodados na Austrália, Nova Zelândia e Canadá.                                                                                 | BBC      |
| 1971 | Centrando-se em um tema sobre a importância da família, a versão televisiva mostrava o príncipe André e o príncipe Eduardo olhando um álbum de fotografias de família.                                                                           | BBC      |
| 1972 | A produção incluiu cenas da celebração dos 25 anos de casamento da rainha com o duque de Edimburgo e Isabel mencionou a violência na Irlanda do Norte, bem como os preparativos para a entrada da Grã-Bretanha na Comunidade Econômica Europeia. | BBC      |
| 1973 | Intercalado com imagens de Isabel fazendo sua oração, foi filmado durante o casamento da filha da rainha, a princesa Ana, com o capitão Mark Phillips.                                                                                           | BBC      |
| 1974 | Em um tom mais sombrio, a mensagem de Natal aludia a problemas como a violência contínua na Irlanda do Norte e no Oriente Médio, a fome daquele ano em Bangladesh e as enchentes em Brisbane, na Austrália.                                      | BBC      |
| 1975 | Transmitida dos jardins do Palácio de Buckingham, foi a primeira vez que a mensagem foi gravada ao ar livre e reconheceu um ano de recorde de inflação e desemprego no Reino Unido e no mundo.                                                   | BBC      |
| 1976 | Para marcar o Bicentenário dos Estados Unidos, a Rainha e o Duque de Edimburgo realizaram uma visita de Estado ao país; aquela visita e o tema da reconciliação após desentendimentos formaram o foco da mensagem.                               | BBC      |
| 1977 | A rainha relembrou as comemorações do ano de seu Jubileu de Prata e expressou esperança de reconciliação na Irlanda do Norte, onde ela visitou em agosto pela primeira vez em 11 anos.                                                           | BBC      |
| 1978 | O futuro foi o assunto escolhido pela rainha, com a transmissão incluindo imagens dela com seu primeiro neto, Peter Phillips, e a princesa Ana, bem como gravações de transmissões anteriores que remontam a Jorge V.                            | BBC      |
| 1979 | Foi o Ano da Criança, e a mensagem de Natal abordou o tema das crianças e jovens. Nesta transmissão, Ceefax foi usado pela primeira vez fornecendo legendas para deficientes auditivos.                                                          | BBC      |

#### Década de 1980
| Ano  | Notas | Emissora |
| ---- | --- | -------- |
| 1980 | A mensagem, que atraiu um recorde de 28 milhões de telespectadores no Reino Unido, refletiu sobre as comemorações do 80º aniversário da Rainha Isabel, a Rainha Mãe, e abordou o tema do serviço em suas diversas formas. | BBC      |
| 1981 | O discurso foi transmitido do terraço atrás do Palácio de Buckingham e marcou o Ano Internacional das Pessoas com Deficiência. | BBC      |
| 1982 | Marcando o 50º aniversário da primeira mensagem de Natal, a Rainha falou diretamente da biblioteca do Castelo de Windsor, pela primeira vez. O tema foi “o mar”, em um ano em que as tropas britânicas lutaram na Guerra das Malvinas, no Oceano Atlântico. | BBC      |
| 1983 | A mensagem discutiu as novas possibilidades de cooperação dentro da Comunidade das Nações criadas pelas tecnologias modernas. A Rainha mencionou sua visita a Bangladesh e à Índia naquele ano, na qual ela conheceu a primeira-ministra indiana Indira Gandhi, concedeu a Madre Teresa de Calcutá a Ordem de Mérito e participou da Reunião dos Chefes de Governo da Comunidade das Nações em Nova Deli. | BBC      |
| 1984 | O tema da mensagem para aquele ano foram as lições que os adultos podem aprender com as crianças. A rainha ganhou seu quarto neto, o príncipe Henrique, e sua transmissão de Natal naquele ano contou com imagens de seu batizado. | BBC      |
| 1985 | A rainha falou sobre o terremoto que atingiu o México, a erupção do vulcão na Colômbia, a fome na África e um acidente de avião na costa da Irlanda, embora sua mensagem focasse principalmente nas boas notícias do ano, elogiando realizações públicas notáveis, com imagens de de investiduras, no qual membros do público recebem suas honras do monarca, e prêmios de indústria e empreendimento. | BBC      |
| 1986 | David Attenborough, como faria até 1991, produziu a transmissão da mensagem de Natal, que foi filmada no Royal Mews no Palácio de Buckingham e enfatizou a responsabilidade da sociedade em relação às crianças. | BBC      |
| 1987 | A rainha mencionou o atentado do Dia da Lembrança em Enniskillen, na Irlanda do Norte, e enfatizou a importância da tolerância e do perdão. | BBC      |
| 1988 | Juntamente com referências adicionais ao acidente ferroviário de Clapham Junction, ao atentado de Lockerbie e ao terremoto armênio que ocorreram após a gravação da transmissão principal, a Rainha refletiu sobre três aniversários importantes: o 400º da Armada Espanhola, o 300º da chegada em Grã-Bretanha do futuro Guilherme III e Maria II, e o 200º da fundação da Austrália. | BBC      |
| 1989 | A Rainha leu seu discurso de Natal no Royal Albert Hall, gravado em uma ocasião especial de gala para Save the Children, o que significa que, pela primeira vez, uma audiência ouviu o discurso antes de sua exibição internacional. A Rainha refletiu sobre o sentimento de admiração quando criança, bem como a Parábola do Bom Samaritano de Jesus Cristo, e como isso pode estimular mudanças ambientais e culturais significativas. Ela e Ana, Princesa Real também conversaram com as crianças no final da transmissão. | BBC      |

#### Em outros países
Mensagens de Natal semelhantes passaram a ser feitas anualmente por outros chefes de Estado ao redor do mundo. Em 1931, a Rainha Guilhermina dos Países Baixos entregou sua primeira mensagem de Natal nas ondas do rádio, que também foi transmitida para as Índias Orientais Neerlandesas (atual Indonésia), Suriname e outras Índias Ocidentais Neerlandesas (atuais Aruba, Curaçao e São Martinho) através da estação de rádio de ondas curtas PCJJ. Durante o reinado de sua filha Juliana, a Mensagem Real de Natal se tornou uma tradição anual, sendo realizada até hoje nos Países Baixos.
Outras monarquias, como a Bélgica e a Suécia, passaram a transmitir uma Mensagem Real de Natal. Na Espanha, a mensagem de natal é feita pelo monarca espanhol, mas alguns presidentes das comunidades autônomas espanholas também fazem um discurso de Natal nos canais de TV locais. 
Em repúblicas, também há uma mensagem de natal. O Presidente dos Estados Unidos faz um discurso todos os anos que é transmitido alguns dias antes do Natal ou no dia de Natal. O presidente também pode dar uma mensagem de Natal aos soldados que servem nas Forças Armadas estadunidenses. O partido da oposição também pode distribuir suas mensagens de Natal como parte de sua resposta ao discurso semanal do presidente. Além disso, a partir de 1986, o presidente dos Estados Unidos, Ronald Reagan, e o presidente da União Soviética, Mikhail Gorbachev, trocaram endereços televisionados do Ano Novo com os respectivos países. Essa troca continuou entre o presidente George H. W. Bush e Gorbachev até o fim da União Soviética, em 1991. Em Singapura, o Primeiro Ministro de Singapura faz o seu discurso no natal e no Dia Nacional de Singapura. No passado, o governador de Hong Kong, como representante do monarca britânico, fazia também um discurso no Natal; a tradição foi levada a cabo pelo Chefe do Executivo na entrega do território à China em 1997.
No Brasil, também há uma mensagem de natal lida pelo Presidente da República. Esse pronunciamento é transmitido em rede nacional de rádio e televisão todos os anos, no dia 24 de dezembro, véspera do feriado de Natal.